# Serra del Surdo
La Serra del Surdo és una serra situada al municipi de Tivenys a la comarca del Baix Ebre, amb una elevació màxima de 497 metres.